# Якоб Вант Хоф
 Якоб Хендрих Вант Хоф (на нидерландски: Jacobus Henricus van't Hoff) е нидерландски химик, който е сред основателите на съвременната физикохимия и стереохимия.
Той е първият носител на Нобелова награда за химия (1901), получена за работата му върху скоростта на реакциите, химичното равновесие и осмотичното налягане. Въвежда пространствения модел на въглеродния атом, основател на стериохимичната хипотеза.

## Биография
Роден е на 30 август 1852 година в Ротердам, Нидерландия. Учи в родния си град, след което работи за кратко при Фридрих Кекуле (1829 – 96) в Бон, а после – в парижката лаборатория на Шарл Адолф Вюрц, където се запознава с Льо Бел. През 1874 той и Льо Бел, независимо един от друг, въвеждат концепция, оказала се крайъгълен камък за изучаването на триизмерната структура (стереохимията) на органичните съединения: четирите химични връзки, които въглеродът може да образува, са насочени към върховете на правилен тетраедър. Тази концепция помага за изясняването на свойството оптична активност.
През 1878 година става професор в Амстердам и в Берлин през 1896. През 1884 г. установява основните уравнения на химическата кинетика и термодинамика в книгата „Очерк за химичната динамика“. През 1885 г. основава теория на химичното равновесие, както и теорията на разредените разтвори.
През 1901 г. получава първата Нобелова награда за химия.
Якоб Вант Хоф почива в Берлин на 1 март 1911 година.